# Wojciech Brudzewski
Wojciech Brudzewski, Wojciech z Brudzewa, Albert Brudzewski, łac. Albertus de Brudzewo (ur. na początku 1446 w Brudzewie w powiecie tureckim lub Brudzewie w powiecie słupeckim, zm. w kwietniu 1495 w Wilnie) – polski uczony: astronom, matematyk, filozof, pedagog i dyplomata. Czołowy przedstawiciel krakowskiej szkoły matematyczno-astronomicznej.

## Życiorys
W 1468 wpisał się na wydział nauk wyzwolonych Akademii Krakowskiej, 2 lata później został bakałarzem a w 1474 magistrem. W 1476 jako członek Kolegium Mniejszego rozpoczął wykłady matematyki i astronomii. W 1483 został przyjęty do Kolegium Większego. Obok przedmiotów ścisłych objaśniał filozofię Arystotelesa. W 1485 został dziekanem wydziału artium. Studia teologiczne zakończył bakalaureatem w 1490. Był wybitnym profesorem Akademii Krakowskiej, w której nauczał przez 20 lat. Jego uczniami byli m.in.: Mikołaj Kopernik, Bernard Wapowski, Szymon z Sierpca, Michał z Wrocławia i Konrad Celtis. W 1494 wyjechał do Wilna, na dwór Aleksandra, wówczas wielkiego księcia litewskiego. Tam, jako jego sekretarz, pełnił też misje dyplomatyczne. W Wilnie napisał traktat Conciliator, którego oryginału dotąd nie udało się odnaleźć.
Należał do założonego przez humanistę niemieckiego Konrada Celtisa towarzystwa literackiego „Sodalitas Litteraria Vistulana” (pol. „Nadwiślańskie Towarzystwo Literackie”)

## Działalność naukowa

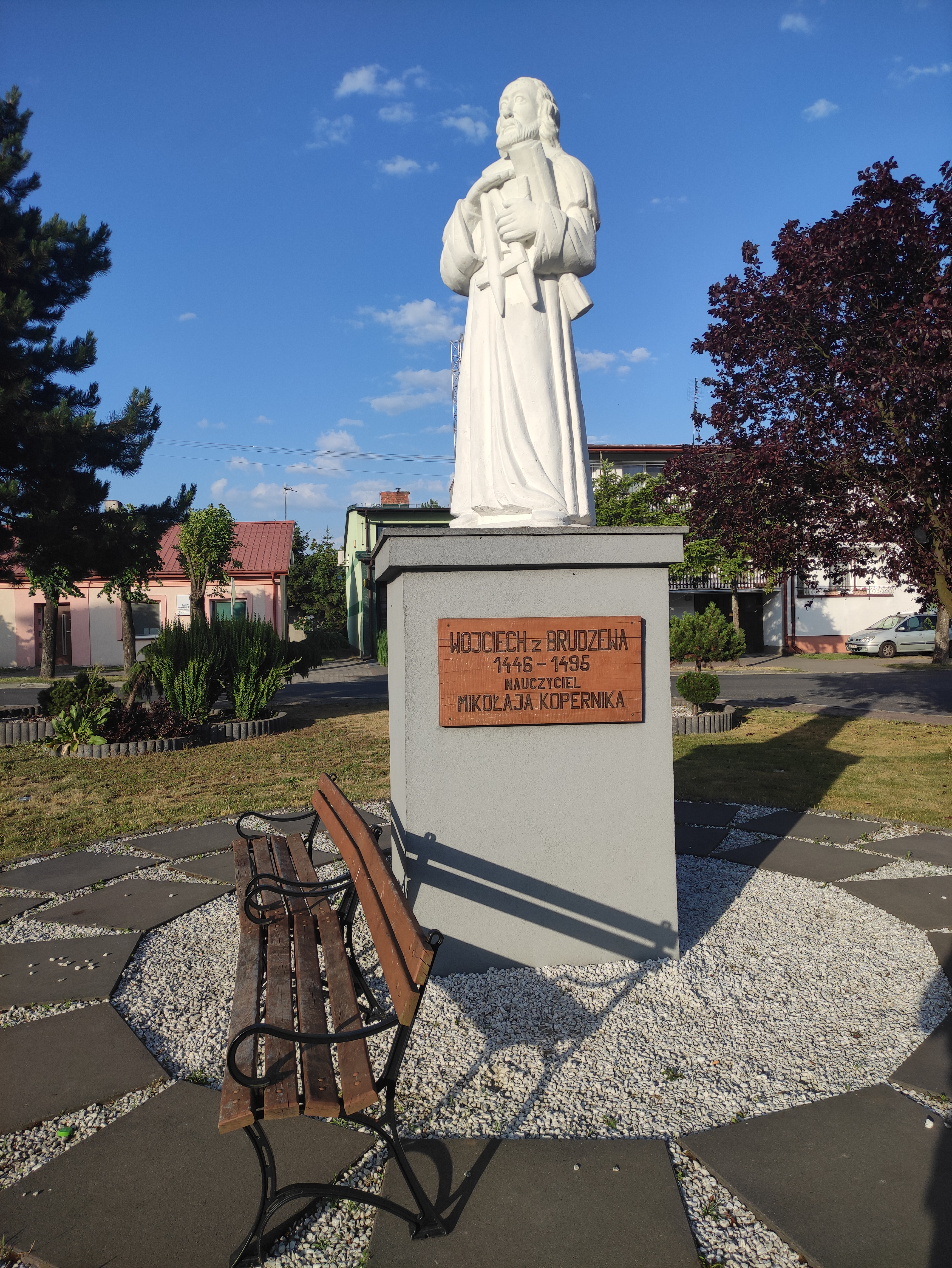
Pomnik Wojciecha Brudzewskiego w Brudzewie

Wojciech z Brudzewa był wyraźnie nieufny wobec systemu geocentrycznego. Jako pierwszy stwierdził, że Księżyc porusza się po elipsie i że w stronę Ziemi zwrócony jest zawsze tylko jedną stroną. Zestawił tablice do obliczeń położenia ciał niebieskich. W 1482 napisał dzieło Commentariolum super Theoricas novas planetarum Georgii Purbachii [...] per Albertum de Brudzewo, które było komentarzem do podręcznika Nowe teorie planet (Theoricae novae planetarum) Georga von Peurbacha. Wojciech z Brudzewa nie krył swojej opinii o niedoskonałości systemu Ptolemeusza. Wykazywał niezgodność wielu obserwacji z teorią Ptolemeusza. Nie wyciągał jednak wniosków do końca, nie próbował stworzyć własnej teorii. Zniechęcony do tej nauki, straciwszy wiarę w jej możliwości poznawcze, przerzucił się na filozofię Arystotelesa. Wkrótce zresztą porzucił uniwersytet.  

### Ważniejsze dzieła
- Commentaria utilissima in theoricis planetarum, Milano 1495, drukarnia U. Seizenzeler
- Conciliator (1494-1495), traktat prawdopodobnie teologiczny, zaginął
- Tabulae de mediis et veris motibus planetarum super meridianum Pragensem, nie wydany rękopis, Bodlejany Canon Misc. 499, k. 72-118

### Listy i materiały
- List do K. Celtesa, 1492, Kraków (ogł. w: J. Fritz "List Brudzewskiego do Celtisa", Eos 1911)
- List od Jana Ursinusa, 22 listopada 1493 lub 1494 (ogł. w: J. Ursinus Modus epistolandii, Norymberga 1495-1496, drukarnia K. Hochfeder
- Materiały do dziejów działalności uniwersyteckiej (zob. Conclusiones Uniwersitatis Cracoviensis ab anno 1441 ad annum 1589, wyd. H. Barycz, Kraków 1933)

## Upamiętnienie
W 1988 roku w Brudzewie w powiecie tureckim odsłonięto poświęcony mu pomnik.

## Wojciech Brudzewski w mediach
Postać wzorowana na Wojciechu Brudzewskim, Albert, jest głównym bohaterem czwartej części mangi Ziemia i jej obroty z 2020 roku autorstwa Uoto, na podstawie której w 2024 powstał serial anime.

## Uwaga
1. W XVII wieku astronom krakowski Brożek zapisał tradycję, że Kopernik był słuchaczem Wojciecha z Brudzewa, który już wówczas wykładów publicznych nie prowadził, ale uczył prywatnie poza uniwersytetem[5].
2. W aktach uniwersytetu z reguły nosi nazwisko Albert Z Brudzewa. Tylko jeden raz w Liber Promotionum  z 1485 zapisano, że promocja nastąpiła za dziekanatu „Alberti Blār de Brudzewo”. Zachodzi tu nietypowy skrót, który rozwiązali niektórzy badacze jako nazwisko „Blar” lub „Blarer”, co ma być dowodem niemieckiego pochodzenia. Marian Friedberg twierdzi na podstawie własnych badań, że Albert był bakałarzem teologii i „Blār to zapewne skrót „baccalaures”.